# Auletobius monticolus
Auletobius monticolus is een keversoort uit de familie Rhynchitidae. De wetenschappelijke naam van de soort is voor het eerst geldig gepubliceerd in 1937 door Voss.